# Garaeus violaria
Garaeus violaria là một loài bướm đêm trong họ Geometridae.